# Laura Linney
Laura Linney, est une actrice américaine, née le 5 février 1964 à New York.
Comédienne ayant fait ses débuts au théâtre, elle alterne productions classiques et contemporaines, obtenant régulièrement des distinctions pour ses performances, notamment trois nominations aux Tony Awards. Elle fait ses débuts au cinéma avec un rôle secondaire dans Lorenzo en 1992, et doit attendre Congo en 1995 et Peur primale en 1996 pour obtenir des premiers rôles qui lancent véritablement sa carrière, et c'est sa prestation au côté de Jim Carrey dans The Truman Show en 1998 qui lui permet d'acquérir une large notoriété.
Elle est également connue pour ses rôles de premier plan comme Samantha Prescott dans Tu peux compter sur moi, qui lui vaut une nomination à l'Oscar de la meilleure actrice (elle obtient une autre nomination à cette catégorie pour La Famille Savage et une nomination à l'Oscar de la meilleure actrice dans un second rôle pour Dr Kinsey), Annabeth Markum dans Mystic River, Sarah dans Love Actually et Joan Berkman dans Les Berkman se séparent.
Parallèlement, elle mène avec succès une carrière à la télévision, puisqu'elle obtient son premier rôle d'envergure dans la mini-série Les Chroniques de San Francisco en 1993. En 2002, elle remporte l'Emmy Award de la meilleure actrice dans un téléfilm ou une minisérie pour sa prestation dans Wild Iris, suivi d'un Emmy de la meilleure actrice invitée dans une série pour Frasier. En 2008, sa performance d'Abigail Adams dans la mini-série John Adams lui vaut une nomination au Golden Globe et un second Emmy Award de la meilleure actrice dans un téléfilm ou une minisérie. En 2010, elle tient le rôle de Cathy Jamison dans la série The Big C, pour lequel elle officie également comme productrice exécutive. Le rôle, écrit sur mesure reflète d'une façon les six cancers qu'elle a eus, dont la dernière rémission date de 2022. Son rôle lui vaut d'obtenir un Golden Globe. En 2017, elle rejoint la distribution de la série Ozark produite par Netflix. Elle y incarne le rôle de Wendy Byrde.

## Biographie

### Jeunesse et formation
Laura Leggett Linney naît le 5 février 1964 à New York, (État de New York, États-Unis), est la fille de Miriam Anderson « Ann » Perse (née Leggett) et de Romulus Linney, dramaturge et professeur,,, et l'arrière-petite-fille de Romulus Zachariah Linney, membre républicain du Congrès.
En dépit de son ascendance, la jeune fille a vécu dans un petit appartement avec sa mère, qui l'élève après son divorce. Son père, quant à lui, s'est remarié et a donné à sa fille une demi-sœur, Susan. Cela ne l'empêche pas de voir son père, qui lui fait découvrir le monde des musées et du théâtre, qui l'attire.
Diplômée de l'école privée Northfield Mount Hermon School en 1982, elle a ensuite fréquenté l'université Northwestern, avant de changer pour aller à l'université Brown, où elle étudie l'art dramatique et d'où elle ressort avec un baccalauréat en arts en 1986. Par la suite, elle est partie étudier à la Juilliard School, comme membre du Group 19 (1986-1990), dans lequel se trouve également Jeanne Tripplehorn.

### Vie privée

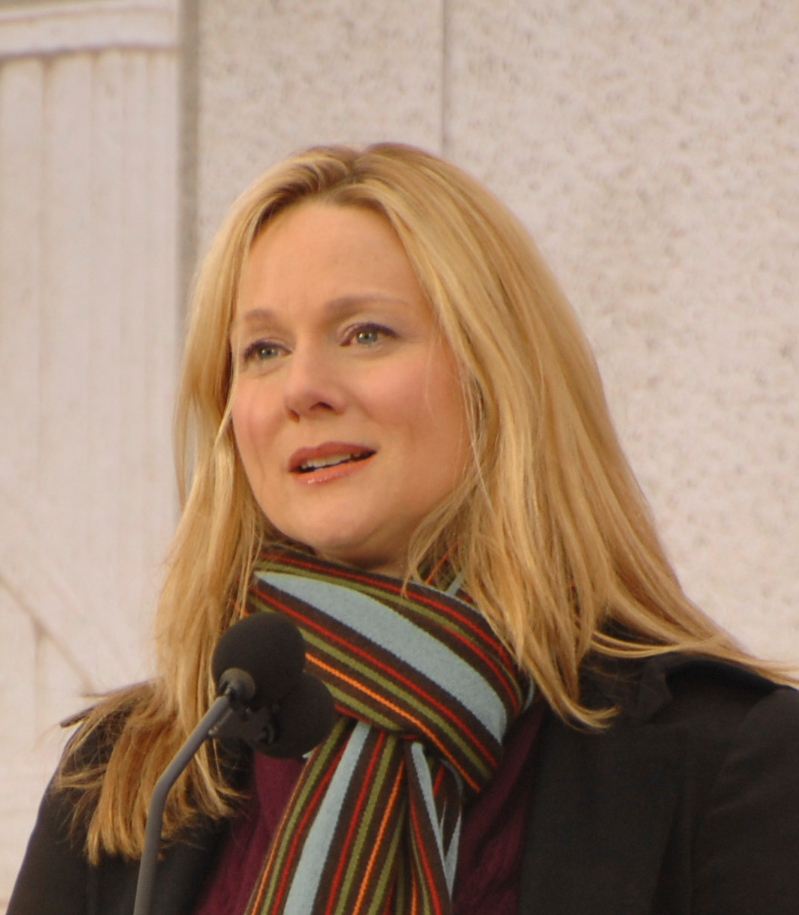
L'actrice au Lincoln Memorial à Washington, lors de la cérémonie d'investiture de Barack Obama, le 18 janvier 2009.

Laura Linney se marie en septembre 1995 avec David Adkins. Ils divorcent cinq ans plus tard.
En 2001, elle fut un temps en couple avec le comédien Eric Stoltz, mais ils se séparèrent.
En août 2007, elle se fiance avec Marc Schauer, agent immobilier qu'elle a rencontré en 2004 au Telluride Film Festival. Le mariage a lieu le 2 mai 2009. De cette union est né un garçon, Bennett Armistead Schauer, né le 8 janvier 2014.
Elle est une amie proche de l'acteur Liam Neeson et de sa défunte épouse, l'actrice Natasha Richardson,. Neeson accompagna Linney à l'autel lors du mariage de celle-ci en 2009.

## Carrière

### Débuts d'actrice et révélation (années 1990)
Sa carrière débute au théâtre au début des années 1990 en devenant doublure pour la pièce Six Degrés de séparation, avant d'obtenir des rôles plus importants comme Sight Unseen, qui lui vaut une citation au Drama Desk Award. En 1992, elle fait ses débuts au cinéma avec Lorenzo, de George Miller, dans lequel elle partage une scène avec Susan Sarandon. De sa première expérience cinématographique, elle en parlera quelques années plus tard dans Inside the Actors Studio, en janvier 2009 : « C'était la première fois que je jouais dehors. Ce qui est, quand on vient du monde du théâtre et que l'on commence à travailler sur des films, un énorme choc. Je n'avais pas à prétendre avoir froid, j'avais froid ! »,,.
Elle enchaîne par la suite des rôles mineurs dans d'autres longs-métrages comme Président d'un jour, avant de débuter à la télévision en 1993 avec notamment Blind Spot, où elle se fait remarquer par son interprétation de mère cocaïnomane. C'est le rôle de Mary Ann Singleton, premier rôle de la mini-série Les Chroniques de San Francisco, qui lui offre son premier véritable succès. Elle reprendra ce rôle deux fois par la suite. Son premier grand rôle au cinéma, elle l'obtient en 1995 dans le film d'aventure Congo, où elle interprète le personnage féminin principal, suivi d'autres rôles dans le thriller Peur primale et Les Pleins Pouvoirs, où elle incarne dans les deux cas un procureur. Pour Les Pleins Pouvoirs, elle a obtenu le rôle après que Clint Eastwood, réalisateur et acteur du film, l'a contactée et s'est dit intéressé par son travail à la suite de la projection d'une version préliminaire de Peur primale,.
La percée de sa carrière survient en 1998 avec The Truman Show, dans lequel elle prête ses traits à une actrice ratée épouse de Jim Carrey. Son rôle, mémorable, lui vaut des critiques élogieuses et deux ans plus tard le film indépendant Tu peux compter sur moi lui vaut d'être nommée à l'Oscar de la meilleure actrice.

### Cinéma indépendant (années 2000)

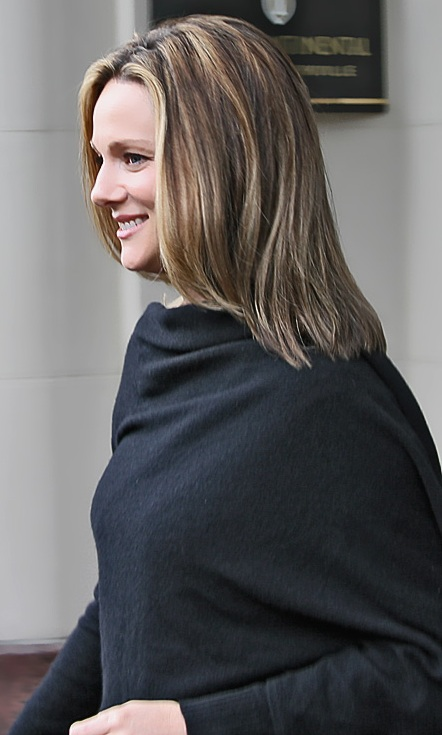
L'actrice à la première de La Famille Savage au Festival international du film de Toronto 2007

Elle enchaîne films à gros budgets ou indépendants (Maze, La Prophétie des ombres, La Vie de David Gale, Love Actually - film qu'elle a tourné grâce au réalisateur Richard Curtis et Mystic River, dans lequel elle retrouve Eastwood), télévision (Wild Iris, qui lui vaut d'obtenir l'Emmy Award de la meilleure actrice dans une minisérie ou téléfilm, Frasier, qui lui vaut l'Emmy Award de la meilleure guest-star,) et théâtre (Les Sorcières de Salem), avant d'obtenir une seconde nomination aux Oscars pour son rôle de Clara McMillen, épouse du Dr Kinsey (Liam Neeson) dans le film éponyme.
Elle enchaîne les films tels que le film d'horreur L'Exorcisme d'Emily Rose, la comédie dramatique Les Berkman se séparent, qui lui vaut d'être nommée aux Golden Globes, la comédie satirique Man of the Year, le drame Jindabyne, Australie, le thriller Agent double et la comédie sentimentale Le Journal d'une baby-sitter, ainsi qu'une reprise théâtrale - mais dans un autre rôle - dans Sight Unseen.
Son rôle de femme qui retrouve son frère pour s'occuper de leur père sénile dans La Famille Savage lui vaut de recevoir sa troisième nomination aux Oscars - cette fois pour la meilleure actrice,,,.
Après avoir retrouvé Liam Neeson pour le drame The Other Man, elle joue la marquise de Merteuil dans l'adaptation théâtrale des Liaisons dangereuses, de Christopher Hampton, en 2008
, suivi de deux ans plus tard avec la pièce Time Stands Still (en), de Donald Margulies.

### Télévision (années 2010)

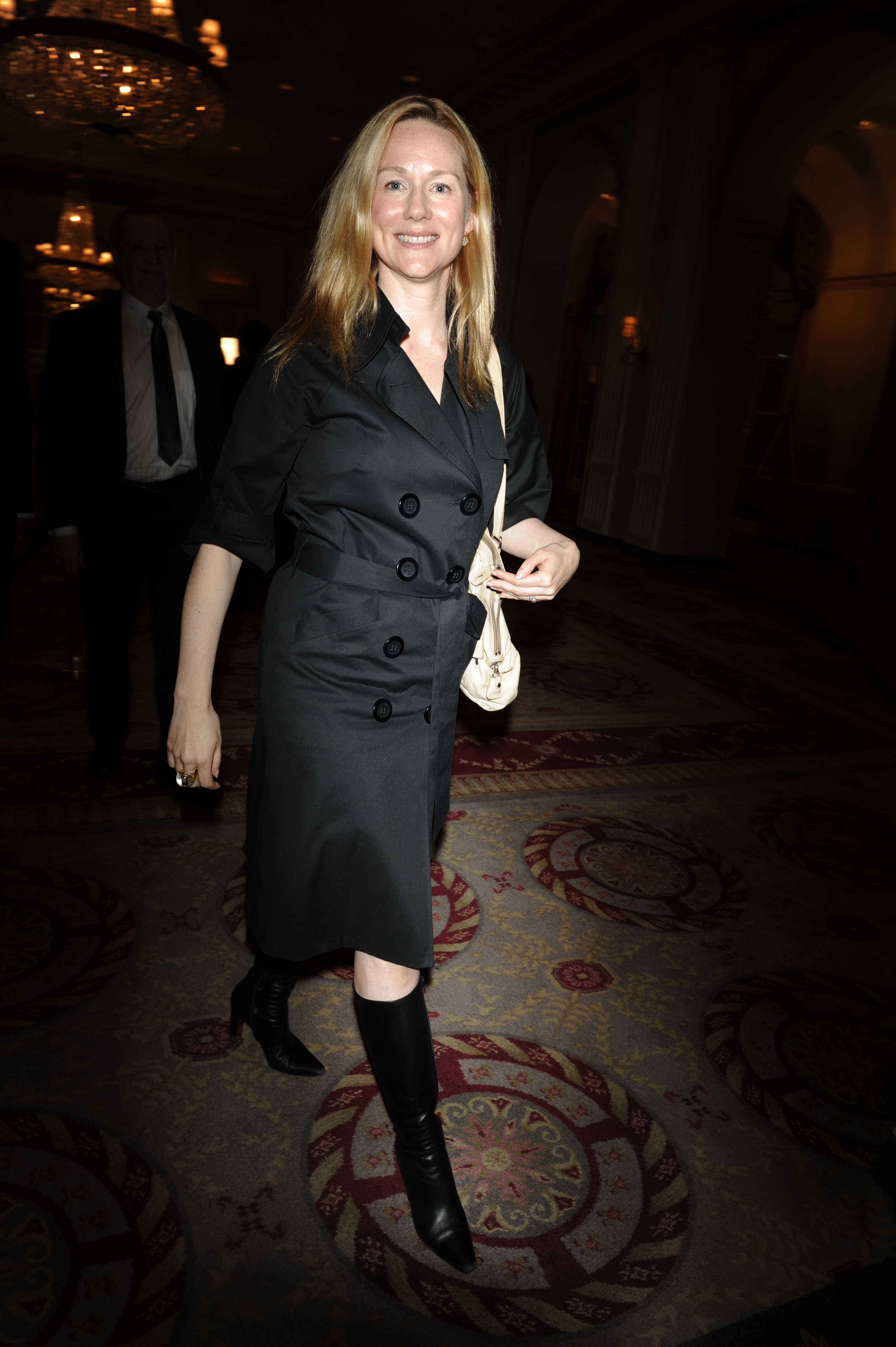
L'actrice aux Peabody Awards 2009 pour sa performance dans la mini-série John Adams.

Elle revient à la télévision, également en 2008, après quatre ans d'absence, avec la mini-série John Adams, avec un l'Emmy Award de la meilleure actrice dans une minisérie,,
et un Golden Globe de la meilleure actrice dans une minisérie ou téléfilm remporté pour son interprétation d'Abigail Adams,,. De 2010 à 2013, elle est l'actrice principale et la productrice de la série tragicomique The Big C, diffusé sur Showtime, dans lequel elle incarne une femme atteinte d'un cancer.
En 2012, elle joue le rôle d'un robot dans le nouveau clip de la chanteuse américaine Aimee Mann, Charmer.
En 2015, elle rejoint la distribution de Sully, long-métrage retraçant l'histoire du pilote Chesley Sullenberger et dans lequel elle incarnera l'épouse du pilote, interprété par Tom Hanks. Ce film marquera la troisième collaboration entre l'actrice et Clint Eastwood, réalisateur du projet, qui lui permet d'obtenir un succès critique et commercial. En 2016, elle incarne la mère d'Amy Adams dans le drame psychologique Nocturnal Animals, réalisé par Tom Ford et adapté du roman Tony & Susan d'Austin Wright.

## Filmographie

### Cinéma

#### Années 1990
- 1992 : Lorenzo (Lorenzo's Oil) de George Miller : la jeune institutrice
- 1993 : Président d'un jour (Dave) d'Ivan Reitman : Randi
- 1993 : À la recherche de Bobby Fischer (Searching Bobby Fischer) de Steven Zaillian : l'institutrice
- 1994 : Le Cadeau du ciel (A Simple Twist of Fate) de Gillies MacKinnon : Nancy Lambert Newland
- 1995 : Congo de Frank Marshall : Dr Karen Marshall
- 1996 : Peur primale (Primal Fear) de Gregory Hoblit : Janet Venable
- 1997 : Les Pleins Pouvoirs (Absolute Power) de Clint Eastwood : Kate Whitney
- 1998 : The Truman Show de Peter Weir : Meryl Burbank / Hannah Gill
- 1999 : Lush de Mark Gibson : Rachel Van Dyke

#### Années 2000
- 2000 : Tu peux compter sur moi (You Can Count on Me) de Kenneth Lonergan : Samantha 'Sammy' Prescott
- 2000 : Chez les heureux du monde (The House of Mirth) de Terence Davies : Berth
- 2000 : Maze de Rob Morrow : Callie
- 2002 : La Prophétie des ombres (The Mothman Prophecies) de Mark Pellington : sergent Connie Mills
- 2002 : Arrête-moi si tu peux de Steven Spielberg : une des hôtesses de l'air à l'aéroport
- 2003 : La Vie de David Gale (The Life of David Gale) d'Alan Parker : Constance Harraway
- 2003 : Mystic River de Clint Eastwood : Annabeth Markum
- 2003 : Love Actually de Richard Curtis : Sarah
- 2004 : P.S. de Dylan Kidd : Louise Harrington
- 2004 : Dr Kinsey (Kinsey) de Bill Condon : Clara McMillen
- 2005 : Les Berkman se séparent (The Squid and the Whale) de Noah Baumbach : Joan Berkman
- 2005 : L'Exorcisme d'Emily Rose (The Exorcism of Emily Rose) de Scott Derrickson : Erin Bruner
- 2006 : Leçons de conduite (Driving Lessons) de Jeremy Brock : Laura Marshall
- 2006 : Jindabyne, Australie (Jindabyne) de Ray Lawrence : Claire
- 2006 : The Hottest State d'Ethan Hawke : Jesse
- 2006 : Man of the Year de Barry Levinson : Eleanor Green
- 2007 : La Famille Savage (The Savages) de Tamara Jenkins : Wendy Savage
- 2007 : Agent double (Breach) de Billy Ray : Kate Burroughs
- 2007 : Le Journal d'une baby-sitter (The Nanny Diaries) de Shari Springer Berman et Robert Pulcini : Mme X
- 2008 : The Other Man de Richard Eyre : Lisa
- 2009 : The City of Your Final Destination de James Ivory : Caroline Gund

#### Années 2010
- 2010 : The Details de Jacob Aaron Estes : Lila
- 2010 : Sympathy for Delicious de Mark Ruffalo : Nina Hogue
- 2010 : Morning de Leland Orser : Dr Goodman
- 2011 : Mission: Noël - Les Aventures de la famille Noël (Arthur Christmas) de Sarah Smith et Barry Cook : L'ordinateur du Pôle Nord (voix)
- 2012 : Week-end royal (Hyde Park on Hudson) de Roger Michell : Margaret « Daisy » Suckley
- 2013 : Le Cinquième Pouvoir (Fifth Estate) de Bill Condon : Sarah Shaw
- 2015 : Mr. Holmes de Bill Condon : Mme Munro
- 2016 : Nocturnal Animals de Tom Ford : Anne Sutton
- 2016 : Ninja Turtles 2 (Teenage Mutant Ninja Turtles : Out of the Shadows) de Dave Green : Rebecca Vincent
- 2016 : Sully de Clint Eastwood : Lorrie Sullenberger
- 2016 : Genius de Michael Grandage : Louise Saunders
- 2017 : The Dinner d'Oren Moverman : Claire Lohman

#### Années 2020
- 2020 : The Roads Not Taken de Sally Potter : Rita
- 2020 : Falling de Viggo Mortensen : Sarah
- 2023 : Le Club des miracles (The Miracle Club) de Thaddeus O'Sullivan : Chrissie
- 2023 : Wildcat d'Ethan Hawke : Regina
- 2024 : Suncoast (en) de Laura Chinn : Kristine

### Télévision

#### Séries télévisées
- 1993 : Les Chroniques de San Francisco (Tales of the City) : Mary Ann Singleton
- 1994 : New York, police judiciaire (Law & Order) : Martha Bowen
- 1998 : Les Chroniques de San Francisco II (More Tales of the City) : Mary Ann Singleton
- 2001 : Chroniques de San Francisco (Further Tales of the City) : Mary Ann Singleton
- 2001 : American Masters : Zelda Fitzgerald
- 2002 : Les Rois du Texas (King of the Hill) : Marlene
- 2003 - 2004: Frasier : Mindy (voix) / Charlotte
- 2005 - 2006 : American Experience : La narratrice (voix)
- 2006 : American Dad! : Dr Gupta (voix)
- 2008 : John Adams : Abigail Adams
- 2010 - 2013 : The Big C : Cathy Jamison (également productrice exécutive)
- 2017 - 2022 : Ozark : Wendy Byrde
- 2019 : Les Chroniques de San Francisco (Tales of the City) : Mary Ann Singleton

#### Téléfilms
- 1993 : Class of'61 de Gregory Hoblit : Lily Magraw
- 1993 : Blind Spot de Michael Toshiyuki Uno : Phoebe
- 1999 : Le Dernier Aveu (Love Letters) de Stanley Donen : Melissa Gardner Cobb
- 1999 : Running Mates de Ron Lagomarsino : Lauren Hartman
- 2001 : Wild Iris de Daniel Petrie : Iris Bravard
- 2002 : Le Projet Laramie (The Laramie Project) de Moisés Kaufman: Sherry Johnson
- 2006 : Armenian Genocide d'Andrew Goldberg : Maria Jacobsen (voix)

## Théâtre
| Année     | Titre                    | Rôle                            | Dates                                     | Théâtre                      |
| --------- | ------------------------ | ------------------------------- | ----------------------------------------- | ---------------------------- |
| 1990–1992 | Six Degrés de séparation | Tess                            | 8 novembre 1990 – 5 janvier 1992 Doublure | Vivian Beaumont Theatre      |
| 1992      | Sight Unseen             | Grete                           | 7 janvier - 22 mars 1992                  | Orpheum Theatre              |
| 1992–1993 | La Mouette               | Nina                            | 29 novembre 1992 – 10 janvier 1993        | Lyceum Theatre               |
| 1994      | Hedda Gabler             | Thea Elvsted                    | 10 juillet – 7 août 1994                  | Criterion Center Stage Right |
| 1995–1996 | Holiday                  | Linda Seton                     | 3 décembre 1995 – 14 janvier 1996         | Circle in the Square Theatre |
| 1998      | Honour                   | Claudia                         | 26 avril – 14 juin 1998                   | Belasco Theatre              |
| 2000      | Oncle Vania              | Yelena Andreyevna               | 30 avril – 11 juin 2000                   | Brooks Atkinson Theatre      |
| 2002      | Les Sorcières de Salem   | Elizabeth Proctor               | 7 mars – 9 juin 2002                      | Virginia Theatre             |
| 2004      | Sight Unseen             | Patricia                        | 25 mai – 25 juillet 2004                  | Biltmore Theatre             |
| 2008      | Les liaisons dangereuses | La Marquise de Merteuil         | 1er mai – 6 juillet 2008                  | American Airlines Theatre    |
| 2010–2011 | Time Stands Still        | Sarah Goodwin                   | 28 janvier 2010 – 30 janvier 2011         | Cort Theatre                 |
| 2017      | The Little Foxes         | Regina Giddens / Birdie Hubbard | 19 avril – 2 juillet 2017                 | Samuel J. Friedman Theatre   |
| 2018      | My Name Is Lucy Barton   | Lucy Barton                     | 2 au 24 juin 2018                         | Bridge Theatre               |
| 2019      | My Name Is Lucy Barton   | Lucy Barton                     | 23 janvier – 16 février 2019              | Bridge Theatre               |
| 2020      | My Name Is Lucy Barton   | Lucy Barton                     | 6 janvier 2020 –                          | Samuel J. Friedman Theatre   |

## Distinctions

### Récompenses
- 1992 : Theatre World Award de la meilleure actrice dans une pièce de théatre pour Sight Unseen (1991).
- 1994 : Calloway Award de la meilleure actrice dans une pièce de théatre pour Hedda Gabler (1993).
- 66e cérémonie des New York Film Critics Circle Awards 2000 : Meilleure actrice dans un drame pour Tu peux compter sur moi (You Can Count on Me) (2000).
- 2000 : San Diego Film Critics Films Awards de la meilleure actrice dans un drame pour Tu peux compter sur moi (You Can Count on Me) (2000).
- 2000 : Toronto Film Critics Association Awards de la meilleure actrice dans un drame pour Tu peux compter sur moi (You Can Count on Me) (2000).
- 2001 : Dallas-Fort Worth Film Critics Association Awards de la meilleure actrice dans un drame pour Tu peux compter sur moi (You Can Count on Me) (2000).
- 2001 : National Society of Film Critics Awards de la meilleure actrice dans un drame pour Tu peux compter sur moi (You Can Count on Me) (2000).
- 2001 : Vancouver Film Critics Circle Awards de la meilleure actrice dans un drame pour Tu peux compter sur moi (You Can Count on Me) (2000).
- 54e cérémonie des Primetime Emmy Awards 2002, : Meilleure actrice dans une mini-série ou un téléfilm pour Wild Iris (2001).
- 24e cérémonie des Boston Society of Film Critics Awards 2003 : Meilleure distribution pour Mystic River (2002) partagée avec Kevin Bacon, Laurence Fishburne, Marcia Gay Harden, Sean Penn et Tim Robbins.
- 2003 : Washington DC Area Film Critics Association Awards de la meilleure distribution dans une comédie romantique pour Love Actually (2004) partagée avec Hugh Grant, Colin Firth, Sienna Guillory, Liam Neeson, Lulu Popplewell, Emma Thompson, Kris Marshall, Heike Makatsch, Martin Freeman, Joanna Page, Chiwetel Ejiofor, Andrew Lincoln, Keira Knightley, Nina Sosanya, Martine McCutcheon, Thomas Brodie-Sangster, Alan Rickman, Rodrigo Santoro, Rowan Atkinson, Claudia Schiffer, Bill Nighy, Gregor Fisher, Rory MacGregor, Carla Vasconcelos, Shannon Elizabeth, Denise Richards, Elisha Cuthbert et Lúcia Moniz.
- 2004 : Florida Film Critics Awards de la meilleure actrice dans un drame biographique pour Dr Kinsey (2003).
- National Board of Review Awards 2004 : Meilleure actrice dans un second rôle dans un drame biographique pour Dr Kinsey (2003).
- 4e cérémonie des New York Film Critics Online Awards 2004 : Meilleure actrice dans un second rôle dans un drame biographique pour Dr Kinsey (2003).
- 2004 : Phoenix Film Critics Society Awards de la meilleure actrice dans un second rôle dans un drame biographique pour Dr Kinsey (2003).
- 56e cérémonie des Primetime Emmy Awards 2004 : Meilleur acteur invité dans une série télévisée comique pour Frasier (1993-2004).
- Festival du film de Telluride 2004 : Lauréate du Prix Silver Medallion.
- Elle Women in Hollywood Awards 2005 : Lauréate du Prix Icon partagée avec Charlize Theron, Rachel Weisz et Shirley MacLaine.
- 2005 : Glitter Awards de la meilleure actrice dans un drame biographique pour Dr Kinsey (2003).
- 2005 : Gotham Independent Film Awards du casting dans une comédie dramatique pour Les Berkman se séparent (The Squid and the Whale) (2005).
- 2005 : Festival du film de Mar del Plata de la meilleure actrice dans une comédie romantiquepour P.S. (2005).
- Festival international du film de Palm Springs 2005 : Lauréate du Prix Desert Palm.
- 10e cérémonie des Satellite Awards 2005 : Meilleure actrice dans un second rôle dans un drame biographique pour Dr Kinsey (2003).
- 2005 : Toronto Film Critics Association Awards de la meilleure actrice dans une comédie dramatique pour Les Berkman se séparent (The Squid and the Whale) (2005).
- 1re cérémonie des Austin Film Critics Association Awards 2006 : Meilleure actrice pour un second rôle dans une comédie dramatique pour Les Berkman se séparent (The Squid and the Whale) (2005).
- 2006 : Las Palmas Film Festival de la meilleure actrice dans une comédie dramatique pour Les Berkman se séparent (The Squid and the Whale) (2005).
- 2006 : Festival international du film de Valladolid de la meilleure actrice dans un drame pour Jindabyne, Australie (2005).
- 2007 : Ft. Lauderdale International Film Festival de la meilleure actrice dans une comédie dramatique pour Les Berkman se séparent (The Squid and the Whale) (2005).
- 2007 : Women Film Critics Circle Awards de la meilleure actrice dans une comédie dramatique pour Les Berkman se séparent (The Squid and the Whale) (2005).
- 2008 : Gold Derby Awards de la meilleure actrice dans une mini-série ou un téléfilm pour John Adams (2007) pour le rôle d'Abigail Adams.
- New York Women in Film & Television 2008 : Lauréate du Prix d'honneur Muse pour l'ensemble de sa carrière.
- 60e cérémonie des Primetime Emmy Awards 2008 : Meilleure actrice dans une mini-série ou un téléfilm pour John Adams (2007) pour le rôle d'Abigail Adams.
- 66e cérémonie des Golden Globes 2009 : Meilleure actrice dans une mini-série ou un téléfilm pour John Adams (2008).
- 2009 : Gracie Allen Awards de la meilleure actrice principale dans une mini-série ou un téléfilm pour John Adams (2007) pour le rôle d'Abigail Adams.
- 15e cérémonie des Screen Actors Guild Awards 2009 : Meilleure actrice dans un téléfilm ou dans une minisérie pour John Adams (2007) pour le rôle d'Abigail Adams.
- 15e cérémonie des Satellite Awards 2010 : Meilleure actrice dans une série musicale ou comique pour The Big C (2010-2013).
- 68e cérémonie des Golden Globes 2011 : Meilleure actrice dans une série musicale ou comique pour The Big C (2010).
- 65e cérémonie des Primetime Emmy Awards 2013 : Meilleure actrice pour The Big C: Hereafter (2010).
- Women in Film Crystal Awards 2013 : Lauréate du Prix Crystal.
- Women in Film Lucy Awards 2013 : Lauréate du Prix Crystal pour l'excellence dans ses films.
- 13e cérémonie des Women Film Critics Circle Awards 2016 : Meilleure actrice dans un thriller dramatique pour Nocturnal Animals (2016).
- 2018 : The Webby Awards de la meilleure actrice dramatique dans une série télévisée dramatique pour Ozark (2017-).
- 2020 : Gold Derby Awards de la meilleure actrice dramatique dans une série télévisée dramatique pour Ozark (2017-).
- 2020 : International Online Cinema Awards de la meilleure actrice dans une série télévisée dramatique pour Ozark (2017-).
- 2022 : Hollywood Critics Association Television Awards de la meilleure actrice dans une série télévisée dramatique pour Ozark (2017-).

### Nominations
- 1992 : Drama Desk Award de la meilleure actrice dans une pièce de théâtre pour Sight Unseen (1991).
- 1998 : Awards Circuit Community Awards de la meilleure actrice dans un second rôle dans une comédie dramatique pour The Truman Show (1998).
- 1999 : Blockbuster Entertainment Awards de l'actrice dans un second rôle dans une comédie dramatique pour The Truman Show (1998).
- 2000 : Awards Circuit Community Awards de la meilleure actrice dans un rôle principal dans un drame pour Tu peux compter sur moi (You Can Count on Me) (2000).
- 21e cérémonie des Boston Society of Film Critics Awards 2000 : Meilleure actrice dans un drame pour Tu peux compter sur moi (You Can Count on Me) (2000).
- Los Angeles Film Critics Association Awards 2000 : Meilleure actrice dans un drame pour Tu peux compter sur moi (You Can Count on Me) (2000).
- 14e cérémonie des Chicago Film Critics Association Awards 2001 : Meilleure actrice dans un drame pour Tu peux compter sur moi (You Can Count on Me) (2000).
- 6e cérémonie des Critics' Choice Movie Awards 2001 : Meilleure actrice dans un drame pour Tu peux compter sur moi (You Can Count on Me) (2000).
- 7e cérémonie des Chlotrudis Awards 2001 : Meilleure actrice dans un drame pour Tu peux compter sur moi (You Can Count on Me) (2000).
- 2001 : Film Independent Spirit Awards de la meilleure actrice principale dans un drame pour Tu peux compter sur moi (You Can Count on Me) (2000).
- 58e cérémonie des Golden Globes 2001 : Meilleure actrice dans un drame pour Tu peux compter sur moi (You Can Count on Me) (2000).
- 2001 : Online Film & Television Association Awards de la meilleure actrice dans un drame pour Tu peux compter sur moi (You Can Count on Me) (2000).
- 2001 : Online Film Critics Society Awards de la meilleure actrice dans un drame pour Tu peux compter sur moi (You Can Count on Me) (2000).
- 73e cérémonie des Oscars 2001 : Meilleure actrice dans un drame pour Tu peux compter sur moi (You Can Count on Me) (2000).
- 2001 : PFCS Award de la meilleure actrice dans un drame pour Tu peux compter sur moi (You Can Count on Me) (2000).
- 5e cérémonie des Satellite Awards 2001 : Meilleure actrice dans un drame pour Tu peux compter sur moi (You Can Count on Me) (2000).
- 7e cérémonie des Screen Actors Guild Awards 2001 : Meilleure actrice dans un premier rôle dans un drame pour Tu peux compter sur moi (You Can Count on Me) (2000).
- 2001 : Southeastern Film Critics Association Awards de la meilleure actrice dans un drame pour Tu peux compter sur moi (You Can Count on Me) (2000).
- 2001 : Toronto Film Critics Association Awards de la meilleure performance féminine dans un second rôle dans un drame pour Chez les heureux du monde (The House of Mirth) (2000).
- 2002 : Online Film & Television Association Awards de la meilleure actrice dans une mini-série ou un téléfilm pour Wild Iris (2001).
- 6e cérémonie des Satellite Awards 2002 : Meilleure actrice dans une mini-série ou un téléfilm pour Wild Iris (2001).
- 56e cérémonie des Tony Awards 2002 : Meilleure actrice dans une pièce pour Les Sorcières de Salem (2001).
- Awards Circuit Community Awards 2003 : 
  - Meilleure actrice dans un second rôle dans un drame pour Mystic River (2003).
  - Meilleure distribution dans un drame pour Mystic River (2003) partagée avec Sean Penn, Tim Robbins, Kevin Bacon, Laurence Fishburne, Marcia Gay Harden, Tom Guiry (en) et Emmy Rossum.
- 2003 : DVD Exclusive Awards de la meilleure actrice dans une comédie dramatique pour Lush (1999).
- 2003 : Fangoria Chainsaw Awards de la meilleure actrice dans un drame d'horreur pour La Prophétie des ombres (The Mothman Prophecies) (2002).
- 57e cérémonie des British Academy Film Awards 2004 : Meilleure actrice dans un second rôle dans un drame pour Mystic River (2003).
- 2e cérémonie des Central Ohio Film Critics Association Awards 2004 : Meilleure actrice dans un second rôle dans un drame pour Mystic River (2003).
- 9e cérémonie des Critics' Choice Movie Awards 2004 : Meilleure distribution dans une comédie romantique pour Love Actually (2004) partagée avec Hugh Grant, Colin Firth, Sienna Guillory, Liam Neeson, Lulu Popplewell, Emma Thompson, Kris Marshall, Heike Makatsch, Martin Freeman, Joanna Page, Chiwetel Ejiofor, Andrew Lincoln, Keira Knightley, Nina Sosanya, Martine McCutcheon, Thomas Brodie-Sangster, Alan Rickman, Rodrigo Santoro, Rowan Atkinson, Claudia Schiffer, Bill Nighy, Gregor Fisher, Rory MacGregor, Carla Vasconcelos, Shannon Elizabeth, Denise Richards, Elisha Cuthbert et Lúcia Moniz.
- 2004 : Gold Derby Awards de la meilleure distribution dans un drame pour Mystic River (2003) partagée avec Sean Penn, Tim Robbins, Kevin Bacon, Laurence Fishburne et Marcia Gay Harden.
- 2004 : Gold Derby Awards de la meilleure actrice invitée comique dans une série télévisée comique pour Frasier (2003-2004).
- 2004 : International Online Cinema Awards de la meilleure distribution dans une comédie romantique pour Love Actually (2004) partagée avec Hugh Grant, Colin Firth, Sienna Guillory, Liam Neeson, Lulu Popplewell, Emma Thompson, Kris Marshall, Heike Makatsch, Martin Freeman, Joanna Page, Chiwetel Ejiofor, Andrew Lincoln, Keira Knightley, Nina Sosanya, Martine McCutcheon, Thomas Brodie-Sangster, Alan Rickman, Rodrigo Santoro, Rowan Atkinson, Claudia Schiffer, Bill Nighy, Gregor Fisher, Rory MacGregor, Carla Vasconcelos, Shannon Elizabeth, Denise Richards, Elisha Cuthbert et Lúcia Moniz.
- 2004 : Online Film & Television Association Awards de la meilleure actrice invitée comique dans une série télévisée comique pour Frasier (2003-2004).
- 2004 : Online Film & Television Association Awards de la meilleure distribution dans une comédie romantique pour Love Actually (2004) partagée avec Hugh Grant, Colin Firth, Sienna Guillory, Liam Neeson, Lulu Popplewell, Emma Thompson, Kris Marshall, Heike Makatsch, Martin Freeman, Joanna Page, Chiwetel Ejiofor, Andrew Lincoln, Keira Knightley, Nina Sosanya, Martine McCutcheon, Thomas Brodie-Sangster, Alan Rickman, Rodrigo Santoro, Rowan Atkinson, Claudia Schiffer, Bill Nighy, Gregor Fisher, Rory MacGregor, Carla Vasconcelos, Shannon Elizabeth, Denise Richards, Elisha Cuthbert et Lúcia Moniz.
- 2004 : Phoenix Film Critics Society Awards de la meilleure distribution dans une comédie romantique pour Love Actually (2004) partagée avec Hugh Grant, Colin Firth, Sienna Guillory, Liam Neeson, Lulu Popplewell, Emma Thompson, Kris Marshall, Heike Makatsch, Martin Freeman, Joanna Page, Chiwetel Ejiofor, Andrew Lincoln, Keira Knightley, Nina Sosanya, Martine McCutcheon, Thomas Brodie-Sangster, Alan Rickman, Rodrigo Santoro, Rowan Atkinson, Claudia Schiffer, Bill Nighy, Gregor Fisher, Rory MacGregor, Carla Vasconcelos, Shannon Elizabeth, Denise Richards, Elisha Cuthbert et Lúcia Moniz.
- 10e cérémonie des Screen Actors Guild Awards 2004 : Meilleure distribution dans un drame pour Mystic River (2003) partagée avec Kevin Bacon, Laurence Fishburne, Marcia Gay Harden, Sean Penn et Tim Robbins.
- 2004 : Southeastern Film Critics Association Awards de la meilleure actrice dans un drame biographique pour Dr Kinsey (2003).
- 2004 : Washington DC Area Film Critics Association Awards de la meilleure actrice dans un drame biographique pour Dr Kinsey (2003).
- Awards Circuit Community Awards 2005 : 
  - Meilleure actrice dans un rôle principal dans une comédie dramatique pour Les Berkman se séparent (The Squid and the Whale) (2005).
  - Meilleure distribution dans une comédie dramatique pour Les Berkman se séparent (The Squid and the Whale) (2005) partagée avec Jeff Daniels, Owen Kline, Jesse Eisenberg, William Baldwin et Anna Paquin.
- 10e cérémonie des Critics' Choice Movie Awards 2005 : Meilleure actrice dans un second rôle dans un drame biographique pour Dr Kinsey (2003).
- 15e cérémonie des Dallas-Fort Worth Film Critics Association Awards 2005 : Meilleure actrice dans un second rôle dans un drame biographique pour Dr Kinsey (2003).
- 2005 : Gold Derby Awards de la meilleure actrice dans un second rôle dans un drame biographique pour Dr Kinsey (2003).
- 62e cérémonie des Golden Globes 2005 : Meilleure actrice dans un second rôle dans un drame biographique pour Dr Kinsey (2003).
- 2005 : International Online Cinema Awards de la meilleure actrice dans un second rôle dans un drame biographique pour Dr Kinsey (2003).
- 39e cérémonie des National Society of Film Critics Awards 2005 : Meilleure actrice dans un second rôle dans un drame biographique pour Dr Kinsey (2003).
- Online Film & Television Association Awards 2005 : 
  - Meilleure actrice dans un second rôle dans un drame biographique pour Dr Kinsey (2003).
  - Meilleure distribution dans un drame biographique pour Dr Kinsey (2003) partagée avec Liam Neeson, Chris O'Donnell, Peter Sarsgaard, Timothy Hutton, John Lithgow, Julianne Nicholson, Oliver Platt, Dylan Baker et Veronica Cartwright.
- 2005 : Online Film Critics Society Awards de la meilleure actrice dans un second rôle dans un drame biographique pour Dr Kinsey (2003).
- 77e cérémonie des Oscars 2005 : Meilleure actrice dans un second rôle dans un drame biographique pour Dr Kinsey (2003).
- 9e cérémonie des Satellite Awards 2005 :
  - Meilleure actrice dans un second rôle dans un drame biographique pour Dr Kinsey (2003).
  - Meilleure actrice pour P.S. (2004).
- 11e cérémonie des Screen Actors Guild Awards 2005 : Meilleure actrice dans un second rôle dans un drame biographique pour Dr Kinsey (2003).
- 1re cérémonie des St. Louis Film Critics Association Awards 2005 : Meilleure actrice principale dans une comédie dramatique pour Les Berkman se séparent (The Squid and the Whale) (2005).
- 2005 : Vancouver Film Critics Circle Awards de la meilleure actrice dans un second rôle dans un drame biographique pour Dr Kinsey (2003).
- 2005 : Village Voice Film Poll de la meilleure actrice dans un second rôle dans une comédie dramatique pour Les Berkman se séparent (The Squid and the Whale) (2005).
- 2006 : Australian Film Institute Awards de la meilleure actrice dans un drame pour Jindabyne, Australie (2005).
- 2006 : Fangoria Chainsaw Awards de la meilleure héroïne dans un drame d'horreur pour L'Exorcisme d'Emily Rose (2006).
- 2006 : Film Critics Circle of Australia Awards de la meilleure actrice dans un drame pour Jindabyne, Australie (2005).
- 2006 : Film Independent Spirit Awards de la meilleure actrice principale dans une comédie dramatique pour Les Berkman se séparent (The Squid and the Whale) (2005).
- 2006 : Gold Derby Awards de la meilleure distribution dans une comédie dramatique pour Les Berkman se séparent (The Squid and the Whale) (2005) partagée avec William Baldwin, David Benger, Jeff Daniels, Jesse Eisenberg, Halley Feiffer, Owen Kline et Anna Paquin.
- 63e cérémonie des Golden Globes 2006 : Meilleure actrice dans une comédie dramatique pour Les Berkman se séparent (The Squid and the Whale) (2005).
- 2006 : IF Awards de la meilleure actrice dans un drame pour Jindabyne, Australie (2005).
- 2006 : London Critics Circle Film Awards de l'actrice de l'année dans un drame biographique pour Dr Kinsey (2003).
- 32e cérémonie des Saturn Awards 2006 : Meilleure actrice dans un drame d'horreur pour L'Exorcisme d'Emily Rose (2006).
- 2006 : Vancouver Film Critics Circle Awards de la meilleure actrice dans une comédie dramatique pour Les Berkman se séparent (The Squid and the Whale) (2005).
- Alliance of Women Film Journalists Awards 2007 :
  - Meilleure actrice dans une comédie dramatique pour La Famille Savage (The Savages) (2006).
  - Meilleure image de la femme dans une comédie dramatique pour La Famille Savage (The Savages) (2006).
- 20e cérémonie des Chicago Film Critics Association Awards 2007 : Meilleure actrice dans une comédie dramatique pour La Famille Savage (The Savages) (2006).
- 17e cérémonie des Dallas-Fort Worth Film Critics Association Awards 2007 : Meilleure actrice dans une comédie dramatique pour La Famille Savage (The Savages) (2006).
- 1re cérémonie des Detroit Film Critics Society Awards 2007 : Meilleure actrice dans une comédie dramatique pour La Famille Savage (The Savages) (2006).
- 2007 : Gotham Independent Film Awards de la meilleure distribution dans une comédie dramatique pour La Famille Savage (The Savages) (2006) partagée avec Philip Bosco et Philip Seymour Hoffman.
- 2007 : St. Louis Film Critics Association Awards de la meilleure actrice dans une comédie dramatique pour La Famille Savage (The Savages) (2006).
- 2007 : Village Voice Film Poll de la meilleure actrice dans une comédie dramatique pour La Famille Savage (The Savages) (2006).
- 1re cérémonie des Houston Film Critics Society Awards 2008 : Meilleure actrice dans une comédie dramatique pour La Famille Savage (The Savages) (2006).
- 2008 : London Critics Circle Film Awards de l'actrice de l'année dans une comédie dramatique pour La Famille Savage (The Savages) (2006).
- 2008 : Online Film & Television Association Awards de la meilleure actrice dans une comédie dramatique pour La Famille Savage (The Savages) (2006).
- 2008 : Online Film & Television Association Awards de la meilleure actrice dans une mini-série ou un téléfilm pour John Adams (2008).
- 2008 : Online Film Critics Society Awards de la meilleure actrice dans une comédie dramatique pour La Famille Savage (The Savages) (2006).
- 80e cérémonie des Oscars 2008 : Meilleure actrice dans une comédie dramatique pour La Famille Savage (The Savages) (2006).
- 12e cérémonie des Satellite Awards 2007 : Meilleure actrice dans une comédie dramatique pour La Famille Savage (The Savages) (2006).
- 13e cérémonie des Satellite Awards 2008 : Meilleure actrice dans une mini-série ou un téléfilm pour John Adams (2008).
- 2010 : Gold Derby Awards de la meilleure actrice de la décade dans une mini-série ou un téléfilm pour John Adams (2008).
- 2010 : Method Fest de la meilleure actrice dans un drame romantique pour The City of Your Final Destination (2009).
- 2011 : GALECA: The Society of LGBTQ Entertainment Critics de la meilleure performance comique de l'année dans une série télévisée comique pour The Big C (2010-2013).
- 2011 : Gold Derby Awards de la meilleure actrice comique principale dans une série télévisée comique pour The Big C (2010-2013).
- 2011 : Online Film & Television Association Awards de la meilleure actrice dans une série télévisée comique pour The Big C (2010-2013).
- 63e cérémonie des Primetime Emmy Awards 2011 : Meilleure actrice dans une série télévisée comique pour The Big C (2010-2013).
- 16e cérémonie des Satellite Awards 2011 : Meilleure actrice dans une série musicale ou comique pour The Big C (2010-2013).
- 2011 : Seoul International Drama Awards de la meilleure actrice dans une mini-série où un téléfilm pour The Big C (2010-2013).
- 69e cérémonie des Golden Globes 2012 : Meilleure actrice dans une série télévisée musicale ou comique pour The Big C (2010-2013).
- 2012 : Online Film & Television Association Awards de la meilleure actrice dans une série télévisée comique pour The Big C (2010-2013).
- 17e cérémonie des Satellite Awards 2012 : Meilleure actrice dans un drame biographique pour Hyde Park On Hudson (2012).
- 2013 : Gold Derby Awards de la meilleure actrice comique principale dans une mini-série où un téléfilm pour The Big C (2010-2013).
- 2013 : Online Film & Television Association Awards de la meilleure actrice dans une mini-série où un téléfilm pour The Big C (2010-2013).
- 18e cérémonie des Satellite Awards 2014 : Meilleure actrice dans une série musicale ou comique pour The Big C (2010-2013).
- 2016 : Awards Circuit Community Awards de la meilleure distribution dans un thriller dramatique pour Nocturnal Animals (2016) partagée avec Jake Gyllenhaal, Amy Adams, Michael Shannon et Aaron Taylor-Johnson.
- 25e cérémonie des Screen Actors Guild Awards 2018 : Meilleure actrice dans une série dramatique pour Ozark (2017-).
- 2019 : Gold Derby Awards de la meilleure actrice dramatique principale dans une série télévisée dramatique pour Ozark (2017-).
- 71e cérémonie des Primetime Emmy Awards 2019 : Meilleure actrice dans une série télévisée dramatique pour Ozark (2017-).
- 25e cérémonie des Screen Actors Guild Awards 2019 :
  - Meilleure actrice dans une série dramatique pour Ozark (2017-).
  - Meilleure distribution pour une série dramatique pour Ozark (2017-) partagée avec Jason Bateman, Lisa Emery, Skylar Gaertner, Julia Garner, Darren Goldstein, Jason Butler Harner, Carson Holmes, Sofia Hublitz, Trevor Long, Janet McTeer, Peter Mullan, Jordana Spiro, Charlie Tahan, Robert C. Treveiler et Harris Yulin.
- 2020 : Dorian TV Awards de la meilleure performance féminine dans une série télévisée dramatique pour Ozark (2017-).
- 2020 : Gold Derby Awards de l'interprète de l'année dans une série télévisée dramatique pour Ozark (2017-).
- 2020 : Online Film & Television Association Awards de la meilleure actrice dans une série télévisée dramatique pour Ozark (2017-).
- 2020 : Pena de Prata de la meilleure actrice dans une série télévisée dramatique pour Ozark (2017-).
- 72e cérémonie des Primetime Emmy Awards 2020 : Meilleure actrice dans une série télévisée dramatique pour Ozark (2017-).
- 2021 : AARP Movies for Grownups Awards de la meilleure actrice dans une série télévisée dramatique pour Ozark (2017-).
- 26e cérémonie des Critics' Choice Movie Awards 2021 : Meilleure actrice dans une série télévisée dramatique pour Ozark (2017-).
- 78e cérémonie des Golden Globes 2021 : Meilleure actrice dans une série télévisée dramatique pour Ozark (2017-).
- 11e cérémonie des Critics' Choice Television Awards 2021 : Meilleure actrice dans une série télévisée dramatique pour Ozark (2017-).
- 25e cérémonie des Satellite Awards 2021 : Meilleure actrice dans une série télévisée dramatique ou une série de genre pour Ozark (2017-).
- 27e cérémonie des Screen Actors Guild Awards 2021 :
  - Meilleure actrice dans une série dramatique pour Ozark (2017-).
  - Meilleure distribution pour une série dramatique pour Ozark (2017-) partagée avec Jason Bateman, McKinley Belcher III, Jessica Frances Dukes, Lisa Emery, Skylar Gaertner, Julia Garner, Sofia Hublitz, Kevin L. Johnson, Janet McTeer, Tom Pelphrey, Joseph Sikora, Felix Solis, Charlie Tahan et Madison Thompson.
- 2022 : AARP Movies for Grownups Awards de la meilleure actrice dans une série télévisée dramatique pour Ozark (2017-).
- 2022 : Gold Derby Awards de la meilleure actrice dramatique dans une série télévisée dramatique pour Ozark (2017-).
- 2022 : International Online Cinema Awards de la meilleure actrice dans une série télévisée dramatique pour Ozark (2017-).
- 2022 : Online Film & Television Association Awards de la meilleure actrice dans une série télévisée dramatique pour Ozark (2017-).
- 2022 : Pena de Prata de la meilleure actrice principale dans une série télévisée dramatique pour Ozark (2017-).
- 74e cérémonie des Primetime Emmy Awards 2022 :
  - Meilleure actrice dans une série télévisée dramatique pour Ozark (2017-).
  - Meilleure série télévisée dramatique pour Ozark (2017-) partagée avec Jason Bateman (Producteur exécutif), Chris Mundy (Producteur exécutif), Bill Dubuque (Producteur exécutif), Mark Williams (Producteur exécutif), Patrick Markey (Producteur exécutif), John Shiban (Producteur exécutif), Miki Johnson (Producteur co-exécutif), Erin Mitchell (Producteur superviseur), Martin Zimmerman (Producteur superviseur), Paul Kolsby (Producteur), Laura Deeley (Producteur) et Dana Scott (Producteur).
- 28e cérémonie des Critics' Choice Movie Awards 2023 : Meilleure actrice dans une série télévisée dramatique pour Ozark (2017-).
- 80e cérémonie des Golden Globes 2023 : Meilleure actrice dans une série dramatique pour Ozark (2017-).
- 27e cérémonie des Satellite Awards 2023 : Meilleure actrice dans une série télévisée dramatique ou une série de genre pour Ozark (2017-).

## Voix francophones
En France, Danièle Douet est la voix régulière de Laura Linney. Auparavant, Catherine Le Hénan a doublé l'actrice à cinq reprises.
Au Québec, Lisette Dufour est la voix régulière de l'actrice.